# ケン・ウィルバー
ケネス・アール・ウィルバー・ジュニア（Kenneth Earl "Ken" Wilber Junior, 1949年1月31日 - ）は、現代アメリカのニューエイジの思想家、トランスパーソナル心理学の論客、哲学者。アメリカ合衆国、オクラホマ州生まれ。心理学の範疇を超えたアメリカを代表する哲学者で、インテグラル思想の提唱者である。東洋の思想と修行の影響を大きく受けており、東洋の宗教的な知見、霊的発達の思想と現代心理学を総合的に統合するという巨大な試みを成し、「フロイトとブッダを結合させた」というキャッチフレーズで知られている。
23歳の時に、トランスパーソナル心理学方面の様々なセラピーや古今東西の宗教思想とを鳥瞰図的に組み合わせ、わかりやすくまとめた第1作『意識のスペクトル』を公刊してベストセラーとなり、一躍時代の寵児となった。トランスパーソナル心理学の代表的論客として、その発展に大きく貢献し、最も影響力を持っており、その評価は賛否両論であった。世界の伝統宗教にみられる、高次の微細なエネルギーに対応する身体性である微細身の概念を前提とし、エネルギーが階層をなし多次元の場を造り出しているという普遍的な霊的伝統「永遠の哲学」に連なる思想家であり、ヒンドゥー教のヴェーダーンタや仏教といった「永遠の哲学」が提示するものが正しいという前提に立って思想が展開されている。『アートマン・プロジェクト』では、人間の心の発達は、ウパニシャッドの「梵我一如」の「我（アートマン）」であるところの真の自己を希求して進んでいく運動であると説き、その心理的な発達、意識の evolution（進化、外展）の過程を示した。ウィルバーは、自己意識が生じる前段階、自我意識が生じるパーソナルな意識、自我領域を超えてアイデンティティが拡張するトランスパーソナルな意識へ至る発達過程としてモデル化し、さらにトランスパーソナルな意識を3段階に分けて説明している。
1990年代中期以降、トランスパーソナル思想からの決別を宣言し、これを構成要素として統合するより包括的な理論として、「すべては正しいが、部分的である」を原理とするインテグラル思想を提唱し、自身の心理学アプローチを「統合的」と好んで説明している。
代表作は『進化の構造』（Sex, ecology, spirituality / Shambhala, 1995）、 『宗教と科学の統合』（The marriage of sense and soul / Random House, 1998）、『万物の歴史』（A Brief history of Everything / Shambhala, 1996）など。 20以上にも及ぶ著作は世界中の言語に翻訳され、専門家・一般読者の双方に幅広く読まれている。
インテグラル思想の研究組織であるIntegral Instituteを主催し、2005年には総合大学であるIntegral Universityを発足、現在同大学のPresidentとして運営の中核を担っている。
彼のインテグラル思想は、コーチングにおいて一つの流派になっている。また、コンサルタントのフレデリック・ラルーは、インテグラル理論における「意識のスペクトラム」を元に、組織のフェーズを5段階に分けてとらえ、進化形の組織モデル「ティール組織」を提唱した。

## 略歴
ケン・ウィルバーは、1949年1月31日、アメリカ合衆国のオクラホマ州に生まれた。合衆国空軍に在籍していた父親の頻繁な配置転換にともない、幼児期は国内を転々とした（転居先には、バミューダ・エルパソ・テキサス・アイダホ・グレイトフォールズ・モンタナが含まれる）。ウィルバーは、当時を回想して、頻繁な転居が苦痛であったこと、そして、そうした経験のなかで物事に執着しない態度を習得したことを述懐している。いずれにしても、この時期からウィルバーは、勉強において非常に優秀な成績をおさめ、数々の賞を受賞していた。また、当時から非常に社交的な性格で、運動や自治活動等、課外活動にも積極的に取り組んでいたという。
高校生活をネブラスカ州のリンカーンで修了後、1968年にウィルバーはデューク大学の医学部に進学する。しかし、ウィルバーは、進学後すぐに、老子の道徳経の「道(みち)の道とすべきは、常(つね)の道に非(あら)ず。名(な)の名とすべきは、常の名に非ず。名無きは天地(てんち)の始め、名有るは万物(ばんぶつ)の母。」という冒頭の一文に出会った。彼は科学を愛する青年だったが、この出会いにより、それまでに自己を支えてきた現代科学を核とする思想的基盤を根本的に揺さぶられる深刻な精神的危機を経験することになる。こうした危機のなか、ウィルバーはデューク大学を退学し、ネブラスカにもどり、ネブラスカ大学に再入学する。この頃、ウィルバーは、化学と生物学を専攻しながら、同時に、自らの人生の意味を回復しようという内的な欲求に突き動かされ、東西の哲学書を貪るように読破し、また、日本からの禅の修行とチベット仏教の修行に集中的に取り組むようになったという。その後、ウィルバーは、生物化学の専攻生として大学院に進学するが、その頃すでに哲学的思索と修行の実践に自己の重心を移行していたウィルバーは、学位の取得を目前に退学をすることになる。
退学後、ウィルバーは、家庭教師や皿洗いをはじめとする諸々のアルバイトをして生計を立てながら、思索と修行と執筆の生活に従事する。1972年には、家庭教師の生徒のひとりであったエイミー・ワグナー（Amy Wagner）と結婚している。結婚生活は1981年まで続いた。また、この頃、ウィルバーは、自らの文章技術を磨くために、著名な東洋思想・禅の研究者であるアラン・ワッツ（Alan Watts）の全著作をノートに書きうつしたという。
ウィルバーの執筆作業は、普通、まず10月間ほど資料を読みこむ作業をすることからはじまるという。そして、あるとき（「ある朝、目覚めると」）、自らのなかに作品が完全なかたちで完成していることに気づくのだという。それからの数月間は、この「作品」を文字として書きとめていく作業に没頭することになる。今日まで継続するウィルバーの旺盛な創造活動は、基本的に、常にこうした過程をとおして展開しているということだが、それはこの時期に著者のなかで確立されたものである。
1973年、ウィルバーは『意識のスペクトル』（The Spectrum of Consciousness）を完成する。この作品は、20以上の出版社に断られた後、1977年にQuest Booksより出版される。この作品は非常に評価され、ウィルバーは瞬く間に意識研究における新しいパイオニアとして認識されることになる。この成功を契機として、ウィルバーのもとには多数の教職の招待が舞いこむようになる。ウィルバーは、こうしたリクエストにこたえて、短期的にレクチャーやワークショップの提供を中心とした教育活動に従事することになる。しかし、教育活動の喜びを満喫しながらも、ウィルバーは、間もなく執筆生活に自らの活動を集中することを決意する。この決断について、ウィルバーはこう述懐する。
それは今という時間をどう活用するかについての決断ということできるものでした。この瞬間に、わたしは、過去に書きあげたものについて説明をすることもできますし、また、新しいものを生みだすこともできます。それは、これらのうちどちらを選択するかということでした。
1978年、ウィルバーは、ジャック・クリッテンデン（Jack Crittenden）と協力して、雑誌ReVisionを創刊する。1979年には、『意識のスペクトル』（The Spectrum of Consciousness）の「要約」である『無境界』（No Boundary）を出版。その数年後には、ウィルバーの理論体系の新段階の到来を告げる『アートマン・プロジェクト』（The Atman Project）（1980年）と『エデンより』（Up from Eden）（1981年）を発表する。また、この頃、ReVision編集の作業に集中するために、マサチューセッツ州ケンブリッジに移動する。
1983年、ウィルバーはカリフォルニア州マリン郡に移動する。間もなくして、ウィルバーはロジャー・ウォルシュ（Roger Walsh）とフランシス・ヴォーン（Francis Vaughan）の紹介でトレヤ・キラム（Treya Killam）と出逢い、結婚する。しかし、結婚の数日後、トレヤは乳癌と診断され、1984年から1987年まで、ウィルバーは、執筆活動をほぼ完全に停止して、彼女の看病に集中することになる。後日ウィルバーは、この過酷な状況のなかで、自らが一時的に瞑想の実践を放棄し、アルコールに依存するようになったことを報告している。また、1985年、療養生活のために夫婦で訪問したネバダ州レイク・タホで、ウィルバーは、汚染物質流出のためにひきおこされた疾病（RNase）に罹患する（ウィルバーは、今日も、この慢性疾患との闘病生活を続けている）。1987年、夫婦はコロラド州ボルダーに移動し、1989年のトレヤの死まで、比較的な平穏のなかで時間を過ごすことになる。ウィルバーは、トレヤの遺した日記を織り交ぜながら、ふたりの出逢いから離別までを著作『グレース・アンド・グリット』（Grace and Grit）（1991）にまとめている。
数年間の喪に服した後、1993年に、ウィルバーは10年ぶりの理論書を完成させた（出版は1995年）。それが、今日、ウィルバーの代表作として認知されている『進化の構造』（Sex, Ecology, Spirituality）である（この作品のまえに発表した最後の理論書はTransformations of Consciousness）。この作品について、著者は、「自らの最初の成熟した作品」（"my first mature work"）と形容しており、現在、構想されている「コスモス三部作」（Kosmos Trilogy）の第一部を構成する作品であるという。
1996年には『進化の構造』の「要約」として『万物の歴史』（A Brief History of Everything）を、そして、1997年には『進化の構造』について投げかけられた批判に応答することを目的として執筆された論文をまとめた『統合心理学への道』（The Eye of Spirit）を発表した。また、1998年には、Random Houseより、『科学と宗教の統合』（The Marriage of Sense and Soul）を発表している。
1997年、ウィルバーは、日々の哲学的考察を日記形式でまとめて、これを1999年に『ワン・テイスト』（One Taste）として出版している。この作品で、ウィルバーは、自らの理論家としての側面のみならず、実践家としての側面を強調している。その後、1999年には Integral Psychology を、2000年には『万物の理論』（A Theory of Everything）を、そして、2002年には初めての小説作品である Boomeritis を発表している。ウィルバーは、この時期をそれまでの執筆生活において最も生産的な時期であると回顧している（また、この時期、Shambhala Publicationsは、ウィルバーの全著作を編纂した集成の刊行を開始している――現在（2006年4月）、8巻が刊行済み）。
私生活の領域では、1997年にボウルダーにあるNaropa Instituteの修士課程に在籍していたマーシー・ウォルターズ（Marci Walters）と交際をはじめ、2001年に結婚をし、2002年に離婚している。その後コロラド州デンバーに移動して、著述活動、そして、自らの主催するIntegral InstituteやIntegral Universityの運営活動に取り組んでいる。

## 思想
ウィルバーの思想は、オルダス・ハクスリーが『永遠の哲学』（1947）で語った、すべての宗教は教義・経験において深い構造を共有しているという信念に基づく。また、世界の宗教・哲学を研究するようになった20代の頃から、日本からの禅の修行とチベット仏教の修行を行っており、この修行による境涯、境地が思想の基盤となっている。
20代で思想的探究を始めたウィルバーは、世界中の宗教・哲学の著作を読みふけり、心理学や東洋宗教が説く内容が異なるのは、同じ心に対して対立・矛盾する見方をしているのではなく、心の別々のスペクトルを見ているからであり、そう見れば、それぞれの理論・主張を補い合うものとして統合できるのではないかというアイデアを得た。最初の著作『意識のスペクトル』は、西洋の心理学や東洋宗教の心についての様々な説を意識のスペクトルというモデルで統合的に捉えた。彼が『意識のスペクトル』で提示したようなスペクトル・モデルが、トランスパーソナル心理学の基盤、基礎理論となっている。
世界の伝統宗教において、宇宙はエネルギー（気、プラーナなどと呼ばれる）に満ちており、エネルギーは微細な次元から粗雑な次元に展開すると考え、微細なエネルギーに対応する身体性である微細身という概念を前提とし、神的なエネルギーがスペクトル的に自己展開し階層をなす多次元の場を作り出しているという宇宙観が多くみられ、こうした普遍的な霊的伝統は「永遠の哲学」と呼ばれるが、ウィルバーはこの「永遠の哲学」に連なる思想家であり、「永遠の哲学」の提示するものが正しいという前提に立って思想を展開している。こうした態度は、実証されないものはすべて疑うという近代の知的態度とは全く異なっている。彼の仮説は、科学的認識方法の限界の自覚から出発しており、検証の手段として、「科学的認識」の方法ではなく、魂の次元固有の方法があると主張する。「永遠の哲学」に基づく階層論モデルをはっきりと知のパラダイムとして打ち出している。
彼にとって「永遠の哲学」とは、「存在の大いなる連鎖」という物質的・心的・霊的な進化の過程において、物質・心・霊（スピリット）が相互に関係していることを教えるものであり、この進化の連鎖は、心理的な発達において、自己意識がない・もしくは原初的・身体的な自己意識しかないプリパーソナルな意識から、自我意識が生じるパーソナルな意識、自我領域を超えてアイデンティティが拡張するトランスパーソナルな意識へ至る発達過程としてみられるとされる。さらに、トランスパーソナルな次元にも段階があるとし、心象的・元型的な形態の経験、本性との合一を経験する微細意識、形態のない超越経験の元因（コーザル）意識、形態世界が再び現れるが、心や霊の振る舞いや投影として直に経験される究極意識という段階を設定している。彼は「発達とは進化（外展）であり、進化とは超越であり、超越の最終的なゴールはアートマン、ないし唯神における究極的統合意識に他ならない」と語っており、宗教的的資質は誰の中にも備わっているとしている。
なお、ウィルバーの意識のスペクトル・モデルは、素粒子物理学におけるクォークモデルのように、コミュニケーションと研究のため作られた一つの科学的モデル化であり、実際に意識がスペクトルを形成していることを意味するわけではない。甲田烈は「この意識のスペクトル・モデルは、心理学において認められるモデルの実体化を明確に拒絶すると同時に、東西の諸宗教において示されてきた宗教体験の諸様態を、ある一つのありうべき意識水準からの認識として、包括的に理解するための道を開いていると言えるであろう。」と述べている。東洋の宗教伝統が示す体験領域を心の水準として概念化したことで、ウィルバーの理論は心の水準の研究者から唯一の心の水準の基準とみなされるという困難を抱えたが、そのため、通常の人間の意識水準が生成される過程を「見かけ上の進化」として述べようとしている。
1990年代中期以降、トランスパーソナルから決別し、より包括的な理論としてインテグラル思想を提唱しているが、その原理は「すべては正しいが、部分的である」というものである。我々が経験する事物・事象は、個人における内面（主観的な心理現象）と外面（客観的な行動現象）、集合的領域における内面（文化）と外面（社会・システム）という4つの領域から見ることができるという四象限モデルを提示している。
彼の思想は、オープンなリベラリズムという特性を持つ。自分の思想を押し付けるのではなく、こういう考え方もあるという態度で提示し、その思想の最後の頂点は、柔和な空の境涯となっている。
ウィルバーは自身の思想を、ウィルバーI、ウィルバーⅡ、ウィルバーⅢ、ウィルバーⅣという4つの時期に分けて説明している。第1作の『意識のスペクトラム』はウィルバーⅠに当たり、『アートマン・プロジェクト』はウィルバーⅡを代表する著作で、個人の人間の個体発生的な心理の発展を論じている。同時的に『エデンから』が書かれ、こちらでは人類全体の系統発生的な進化の歴史が扱われた。この2冊では、人間の心の発展という同じ視点から、人間の個体発生と系統発生の軌跡が並行して研究されている。この後のウィルバーⅢでは、人間の心の発展が一本の太い単線ではなく、複数のラインからなる複線的発達であるという気づきがあり、この時期の代表作は共著の『意識の変容』である。ウィルバーⅢの思想は、妻の病気の看護とその死の衝撃のため、すぐに研究が詳しく進展することはなかった。意識の発展の段階だけでなく、それが他の人類の文化的領域とどう関わるのかまで考察し、ウィルバーIVの主著『進化の構造』が執筆された。『進化の構造』への対話形式の入門書として『万物の歴史』が書かれた。

### 意識のスペクトラム（ウィルバーI）
ウィルバーの思想活動の基盤にある根本的な発想は、次のように説明することができるだろう。
世界に存在するあらゆる視点は必ずある真実を内包する。従って、必要とされるのは、存在する多数の視点のうち、どれを最も正しいものとして選択するかということではなく、それぞれの視点が内包する真実を認識・尊重したうえで、それらがどのように相互に関係しているかを理解することである。
こうした発想は、ウィルバーが、自らの自己探求の過程において、多様な技法を経験するうちに直面した事実に対する素朴な疑問を基盤としている。それは、いずれの自己探求の視点も非常に重要な洞察をもたらしてくれるものでありながら、それぞれは、自らが最も正当なものであることを主張して、相互に争いをしているという事実に対する疑問――それぞれの存在価値を認識・尊重したうえで、それらの共存を許容する方法はないのだろうかという疑問ということができるだろう。
人間は世界そのものを体験することはできない。人間は、（内的・外的）世界を体験する際、世界を体験するという行為そのものをとおして、不可避的に世界の「創造」に参画することになる。その意味で、存在するあらゆる視点は、それぞれの世界を構築する創造の装置ということのできるものである。しかし、それぞれの創造行為は、また、独特の方法で世界を照明するとともに、同時に、独特の方法で世界を覆い隠してしまう。その意味で、あらゆる視点は構造的に盲点を内包するのである。
こうした事実に着目したウィルバーは、それぞれの視点が相補的に存在することを可能とするための枠組の構想に取り組むことになる。今日、広範に認知されている「意識のスペクトラム」（Spectrum of Consciousness）理論とは、日々の思索と修行の実践のなかで、こうした要求に応えるために創造されたのである。その概要は下記のように説明することができるだろう。
人間の意識は、複数の階層により構成されており、人間の成長はこれらの階層を段階的に通過することをとおして実現される。そして、この段階的成長の過程は、人間の生得的な自己中心性の克服の過程としてとらえることのできるものである。そして、古今東西の自己探求の方法は、この成長過程の各段階において経験される諸々の課題・問題を解決するための触媒（catalyst）として機能するのである。こうした成長段階は、大別して3 (4) つの段階に分類することができるという。
1. プリパーソナル（pre-personal）：生物としての基盤となる肉体的衝動の充足を行動論理とする段階。この段階において、人間は、生命体として生存するために必要となる基礎的な自己認識を確立する。世界とは峻別された存在――それゆえに世界の脅威に対して脆弱な存在――としての自己を認識し、それを防衛・維持することを最高の関心事とする。この段階における課題・問題を解決するための有効な方法としては、例えば、認知行動療法があげられる。これは、人格の基盤となる基礎的構造を構築することを主眼とするものである。
2. 前期パーソナル（personal）：共同体の言語・規範を習得して、共同体の構成員としての自己を確立することを行動論理とする段階。共同体において共有されている普遍的な規範を内面化することをとおして、自己の肉体的衝動の呪縛を克服することがこの成長段階における重要な課題となる。この段階における成長課題は、内面化された共同体の規範を徐々に対象化する能力を涵養することである。これにより、自己を規範と完全に同一化するのではなく、それらとの関係性（自由）を確保することができるようになるのである。こうした成長課題を解決するための有効な方法としては、例えば、共同体の規範を内面化する過程において発生した抑圧・分裂等の内的な歪（ひずみ）を解決することを目的とする精神分析療法があげられる。
3. 後期パーソナル（personal）：内面化された諸々の共同体の規範・信念等を対象化して、自己の独自の価値体系にもとづいて、それらをあらためて構成しなおす段階。自己の所属する共同体の期待に盲目的に応えるのではなく、それらをさらに包括的な視野（世界中心的視野）から検討したうえで、自己の責任（response-ability）にもとづいて自律的な行動をすることができる。この段階におけるこうした成長課題を解決するための方法としては、例えば、実存主義療法があげられる。これは、個人としての自己の存在を定義する諸々の構造的限定条件（例：死）を認識・抱擁したうえで、それらの条件の範囲内で自己の人生を充実させるための「思想」を構築・実践する能力の涵養を援助する。
4. トランスパーソナル（transpersonal・postpersonal）：自己感覚（self-sense）を個人の領域から霊性の領域へと拡張をする段階。自己の存在基盤を時空間に存在する個人としての存在から時空間を内包（観想）する「目撃者」（Soul・Spirit）へと移行する段階。この段階における成長課題を解決するための方法としては、例えば、瞑想に代表される、東洋宗教により開発された意識変容の方法があげられる。こうした方法は、時空間に存在する個人としての自己の成熟ではなく、自己（identity）の基盤をそうした個人としての自己をあらしめる背景（Soul・Spirit）へと移行することを目的とする。

（人間の意識段階を上記のように3 (4) つに分類するのは、あくまでも便宜的なものであり、必ずしも、この数字にこだわる必要はない。こうした階層構造というのは、虹のようなものであり、その層数は、識別する視点により、多様なものとなる。実際、ウィルバーは、著作のなかで、必要に応じて、各階層をさらに詳細に峻別して説明をしている。各段階において個人が直面する課題・問題とそれらに適応した対応方法についての詳細な説明は、Transformations of Consciousnessの所収論文を参照していただきたい。）
ここで留意するべきことは、多数の発達心理学者が指摘するように、こうした成長段階というものが、非常に流動的なものであるということである。個人の成長段階とは、あくまでも重心（“Center of Gravity”）にすぎず、それは、個人の生存状況との関係性のなかで常に変動しつづけているものである。また、個人の内的領域について把握するうえで、段階（“stages”）のみならず、状態（“states”）・領域（“streams”）・スタイル（“styles”）等の要素にも着目することが重要になる。その意味では、こうした段階的な発達理論がインテグラル思想の人間観の「核」を構成するものであると見なすことは、深刻な誤謬を犯すことになるといえるだろう。
重要なことは、ウィルバーの思想活動を貫く「統合の衝動」が、その基本において、人間の認識能力というものが構造的に盲点を内包することの認識にもとづき、それを可能な限り克服することを志向して展開するものであるということを認識することであろう。そうした問題意識は、ウィルバーの思想活動の最初の理論体系である「意識のスペクトラム」にも刻印されているのである。

### 前・後の混同（ウィルバーⅡ）
「前・後の混同」（“Pre/Post Fallacy”）とは、実際には非常に異なる2つの成長段階をある共通項の存在を理由に短絡的に混同することを意味する。
『アートマン・プロジェクト』（The Atman Project）と『エデンより』（Up from Eden）（これらは、ひとつの作品として構想された）の執筆中、ウィルバーは、深刻な思想的危機を経験する。これは、『意識のスペクトル』（The Spectrum of Consciousness）において展開されたモデルが内包していた問題が、これらの作品の執筆過程のなかで朧気に認識されはじめたことに起因するものであるという。
『意識のスペクトル』において、ウィルバーは、人間の意識成長の過程を次のように描写した。
誕生の瞬間において、人間は、「堕落」（the Fall）を経験するまえの「至福」の状態にある。しかし、成長の過程のなかで、人間は、徐々に、こうした「至福」の状態から苦悩に満たされた状態へと「堕落」していく。それは、誕生の瞬間に存在していた霊とのつながりを喪失することなのである。意識の成長とは、こうして「堕落」をとおして「喪失」された霊（Spirit）とのつながりを恢復する過程なのである。
しかし、『アートマン・プロジェクト』と『エデンより』の執筆中、ウィルバーは、こうした認識が「堕落」というものについての、誤解を内包していたことを認識する。この誤解について、ウィルバー（1983/2005）は、後日、次のように総括している。
『意識のスペクトル』が内包していた問題とは、2種類の「堕落」（the Fall）――「存在論的堕落」（“metaphysical fall”）と「心理的堕落」（“psychological fall”）――の混同と形容できるものである。「存在論的堕落」とは、霊との意識的な同一感覚の喪失、そして、それにもとづく「罪」（疎外・別離・二元性・有限性）の世界への埋没である。そして、「心理的堕落」とは、自らがそうした堕落した状況にあることの内省的な認識である。
霊とは、この現象世界の基盤であり、あらゆる存在は一瞬たりともそれと疎外された状態で存在することはできない。つまり、この現象世界のあらゆる存在は、常に完全なかたちで霊と結びついており、また、霊の顕現として存在しているのである。したがって、人間の直面する問題は、霊との結びつきをいかにして確立するかということではなく、むしろ、霊との結びつきが確立されていることをいかにして認識するかということなのである。
人間は、成長過程において、内省能力が成熟してくると、自らが「罪」の世界に生きていることを認識するようになる。内省能力の成熟がもたらすこうした認識は、不可避的に、精神的な苦悩を醸成することになる。そして、そうした苦悩は――もしそれを抑圧することなく対峙することができるならば――われわれを自らを救済するための積極的な取り組みへと突き動かすことになる。ウィルバーは、こうした成熟した内省能力の確立を契機としてもたらされる精神的な転換を「外的方向性」（“Outward Arc”）から「内的方向性」（“Inward Arc”）への転換と形容するが、それは、人間の人格成長がより高度の成熟段階であるトランスパーソナル段階へと向かうことができるために必要とされるものなのである。つまり、「存在論的堕落」の解決の可能性は、世界に存在することが構造的に内包する問題（「罪」）と対峙することが醸成するこうした苦悩の経験――「心理的堕落」――をとおしてもたらされるのである。
人間は、世界に誕生することそのものをとおして、「存在論的堕落」を経験している。その意味で、すべての人間は生まれながらにして「地獄」（“Hell”）に存在しているのである。しかし、自らが「地獄」に存在していることを認識することができるためには、そうした認識を可能とする内省能力を構築する必要がある。そうした能力が構築されるまでは、人間は、「存在論的堕落」という自らの状況そのものを把握することができず、結果として、「無意識的地獄」（“Unconscious Hell”）を生きることになる。
そうした自己内省力を欠如した状態にある人間の姿は、傍目には平穏に見えるかもしれない。しかし、実際には、その自覚が欠如しているだけで、当人の存在は「罪」に特徴づけられている。内省力の欠如は、内的な平穏という外観をあたえはするが、実際には、彼らの存在は、自らの存在論的状況に自覚的である人間と同様、「罪」に起因する諸々の執着により特徴づけられているのである。むしろ、自らが救済を必要としていることを認識することができていないという意味では、「天国」（“Heaven”）と最も乖離したところにいる状態ということができるだろう。真の救済のために必要とされるのは、そうした虚偽の平穏状態に留まることではなく、自らが救済を必要とすることを自覚することなのである。そして、これは、いわば、「無意識的地獄」を脱却して「意識的地獄」（“Conscious Hell”）へ前進していく行為ということのできるものである。こうした成長をとおして、人間は、はじめて「意識的天国」（“Conscious Heaven”）に到達するための可能性を生みだすことができるのである。
意識成長の過程をとおして内省能力が確立されてくれば、結果として、人々は、「意識的地獄」のなかで、苦悩と苦闘しながら日常を暮らすことになる。そうした状況に置かれた人間の視点には、しばしば、自己を執拗に苦悶させる苦悩から「解放」されることが、救済の証左として意識されるようになる。実際には、そうした苦悩は、「無意識的地獄」から「意識的地獄」への移行という非常に重要な意識深化の過程を経て獲得したものであるにもかかわらず、そのあまりの重圧のために、苦悩の存在しないことそのものが救済であると思いこんでしまうのである。こうした精神状態において、「無意識的地獄」と「意識的天国」とが――「意識的地獄」を特徴づける苦悩に煩わされていないと意味において――どちらもあたかも同じものであるように思われてくるのは自然なことであるといえるだろう。「前・後の混同」（“Pre/Post Fallacy”）とは、このように実際には非常に異なる成長段階をある共通項の存在を理由に短絡的に混同することを意味する。そして、ウィルバーが説明するように、『意識のスペクトル』は、まさに、こうした混同を犯していたのである。
普通、こうした混同は、結果として、2つの混乱を生みだすことになる。ひとつは、高度の成長段階（例：トランスパーソナル段階）を低度の成長段階（例：プリパーソナル段階）として誤解すること（“Reductionism”）。そして、もうひとつは、低度の成長段階（例：プリパーソナル段階）を高度の成長段階（例：トランスパーソナル段階）として誤解すること（“Elevationism”）である。前者の典型的な例としては、高度の宗教的体験を病的な退行体験として解釈するものがあげられる。そして、後者の典型的な例としては、幼児的な体験を高度の宗教的体験として解釈するものがあげられる。
いうまでもなく、こうした理論的な混同は、実践的な混乱をもたらすことになる。例えば、前者の場合、突発的・瞬間的に経験された宗教体験を構造的な意識変容の過程を促進することをとおして統合することが重要になるときに、それを病的な退行体験として誤解することにより、薬物投与等の不適切な介入がなされることになる。また、後者の場合、人格構造が脆弱であるために発生した病的体験を高度の宗教体験として誤解することにより、そうした状況において必要となる人格構造の補強を志向する介入方法ではなく、瞑想等の人格構造を対象化する介入方法が実践されることになる。これらの実践的な混乱は、臨床現場においては、時としてクライアントのなかに深刻な「傷」を生みだすことになる危険性を孕むものである。
ウィルバーの報告によれば、これまでの執筆活動において、こうした枠組は、普通、瞬間的な霊感のなかにもたらされるという。例えば、この「意識のスペクトラム」理論の場合、集中的な瞑想体験の最中に経験した、この惑星における生命の歴史をその主体として追体験するような体験のなかにもたらされた洞察を理論化したものであるという（こうした体験は集中的な瞑想体験においては必ずしも珍しいものではない）。

### 発達の領域（ウィルバーⅢ）
人間の人格的発達について検討しようとするときに、複数の発達領域を認識することが重要となることをケン・ウィルバーは強調する。今日、注目を集めているHoward GardnerのMultiple Intelligence Theoryにも象徴されるように、人間の発達領域をひとつのものとしてとらえ、その発達度を測定することが個人の成長段階の把握を可能とするという発想には、修正がくわえられはじめている（例えば、"IQ"に対する相補的な概念として"EQ"というものが提唱されはじめていることは、こうした動向の端的なあらわれといえるだろう）。これまでに使用されてきた視点（測定方法）の価値を認識したうえで、しかし、それでは十全にとらえられない人間存在の他領域を認識・尊重することをとおして、はじめて人間性の包括的な理解に近づくことができるという姿勢は、ウィルバーのインテグラル理論の非常に重要な構成要素である。
具体的な発達領域（Lines of Development）の代表的なものとして、例えば、この領域における代表的研究者であるHoward Gardner (1983/1993) は、下記のものを挙げている。
- 言語（Linguistic Intelligence）
- 音楽（Musical Intelligence）
- 論理・数学（logical-mathematical）
- 空間感覚（Spatial Intelligence）
- 身体・運動（Bodily-Kinesthetic Intelligence）
- 自己（Personal Intelligence―intrapersonalとinterpersonal)

また、その後の調査にもとづき、Gardner (1999) は下記の2つをくわえている。
- 自然（Naturalist Intelligence）
- 実存（Existential Intelligence）

留意するべきことは、これらの発達領域が、ある程度の自律性を保ちながら、個人のなかに並存しているということである。それぞれの発達領域は、独自の「介入」――「支援」（support）と「挑戦」（challenge）――を必要としながら、独自のダイナミズムにもとづいて段階的に成長をするのである。 また、人間がこうした自律的に展開する複数の領域を内包する存在であるということは、必然的に、個人の存在をあるひとつの発達段階に成立するものとして定義することが不可能であることを示唆する。
ただ、複数の発達領域の存在を認識するとは、必ずしも、それらの発達領域を列記することではない。同時に重要となるのは、並存する発達領域がどのような相互関係にあるのかということについて検討することである。例えば、その問題について検討をするうえで、下記のような質問が想起されるだろう。
- ある発達領域における課題・問題に取り組むうえで、どの並存する発達領域に働きかけることにより、成長（治療）を効果的に促進できるのか?

- ある発達領域における課題・問題を克服することができるまえに、まず、どの並存する発達領域において成長（治癒）が実現する必要があるのか?

人間の複雑性を認識・尊重したところに発せられるこうした問題意識の背景には、関係性というものへの感覚（認識）が存在する。こうした感覚は、今日のように、ある課題・問題に取り組むうえで、複数の方法を統合的に活用することの有効性が広範に認識されはじめている現代という時代において、とりわけ重要になることはいうまでもない。
ここで、ウィルバーは、これらの並存する発達領域をひとつの人格の構成要素としてまとめる意識の統合機能（integrative capacity of the psyche）に注目する。これは、人格の内部に存在する諸々の能力を自己（identity）の重要な構成要素として抱擁する機能と形容できるものである。結果として、ある能力は自己の構成要素として重視されることになり、また、ある機能は自己の構成要素として放擲されることになる。こうした「取捨選択」の「判断」にもとづいて、自己の内部に存在する諸能力を整合性をもつ組織（self-system）として束ねる機能をウィルバーは意識の統合機能と形容するのである。その意味では、こうした領域は、人間の主体（subjectivity）のよりどころとして、とりわけ重要となる発達領域であるといえるだろう。つまり、これこそが、「意識の進化の中枢にあるものなのである」（Wilber, 2000, p. 35）。
この機能は、（自他識別機能・意味構築機能等）人間の根源的な精神機能を可能とする認知能力（cognitive capacity）として、発達心理学により綿密に研究されてきたものである。インテグラル思想においては、人間の意識体験の基盤に存在する「自己感覚」（"the proximate self-sense"）と形容されている。
ウィルバーは、認知能力の発達度は、他の発達領域における成長の可能性を設定するものとして、とりわけ重要となると指摘する。例えば倫理（morality）（Carol Gilligan）や信仰（faith）（James Fowler）等の領域における発達は、認知能力の発達段階を超えるかたちでは、展開しえないという。つまり、認知能力の発達度とは、これら他領域における発達の上限を設定するのである。その意味では、倫理や信仰の領域における成長を実現するためには、こうした認知能力の成熟が非常に重要となるといえるだろう。
因みに、トランスパーソナル研究において強調される「個を超えることができる前に、まず、個を構築しなければならない」("You have to be somebody before you can be nobody")（Jack Engler in Wilber, 1997, p. 353）という洞察は、あくまでも、人間の主体（subjectivity）のよりどころとして機能する認知能力（cognitive capacity）というひとつの発達領域についてのみあてはまるものである。上記の洞察が人間存在のどの領域にあてはまるものであるのかを明確化することなしに、その妥当性について検討をするのは無意味である。
尚、上記と関連する主題である、並存する意識の3領域――"Frontal Line"・"Soul Line"・"Causal Line"――については、「統合心理学への道」（The Eye of Spirit）を参照していただきたい。また、人間の意識成長について検討するうえで、「発達段階」（"stages"）・「発達領域」（"lines"）とともに重要となる意識状態（"states"）・性格タイプ（"types"）については、『統合心理学』(Integral Psychology）を参照していただきたい。

#### 人類種の進化
個人の人格的成長は、常に、関係性のなかで展開するものである。Robert Kegan (1994) の指摘するように、成長は、周囲の適切な介入――支援（support）と挑戦（challenge）――を必要とする。それらは、成長への潜在能力を解発する必要因子として機能するのである。そして、そのどちらが欠落しても、成長はありえないのである。必然的に、人間の意識の深化の可能性について探求するうえで、「個」（the individual）と「集合」（the collective）の有機的な関連性を把握することは、非常に重要となる。
インテグラル思想を構築するうえで、ウィルバーは、こうした課題について綿密な議論を展開している（Wilber, 1981/1996, 1983/2005, 1995/2000）。「個」と「集合」が重要な性質上のちがいをもつことを認識したうえで、ウィルバーは、それらを、人類の進化に参与する2つの重要要素として位置づける。 人類の進化とは、「個」の進化と「集合」の進化を相補的なものとして内包しながら展開する過程である。そのため、人間は、個人としての救済を追求しようとするとき、不可避的に、共同体の進化に取り組むことを要求されるのである。
インテグラル思想においては、「個」の進化と「集合」の進化は、霊（Spirit）という基盤のうえに、そして、霊の顕現として展開するプロセスの2つの側面である。霊との「つながり」（identity）を自らの本質的な条件として認識することを窮極的な救済としてとらえるインテグラル思想において、自らの本質的な課題として、これらの側面における成長（治癒）に取り組むことは、必須の課題なのである。
しかし、現代において、進化という概念を――自然世界ではなく――人類に適応することの妥当性には疑問が投げかけられている。ウィルバーは、そうした状況が存在する背景には、大別して3つの勢力が存在することを指摘している。
- 過去の宗教的世界観を踏襲する伝統主義者にとり、「人類進化」を伝統的な世界観の否定をとおして達成されるものとしてとらえる現代の歴史観は、受容することのできるものではない。伝統主義者にとり、今日において、「進化」と見なされているものは、むしろ、正当な世界観を継承することに失敗する過程、すなわち、「堕落」の過程として見なされるべきものなのである。
- 人類の歴史を太古に存在していた「楽園」（"Eden"）を「追放」されることを契機として始まる「堕落」の過程として見なす回顧的浪漫主義者（"Retro-Romantics"）にとり、進化のダイナミクスが人類に働いているという見解は受容できるものではない。彼らにとり、人類の歴史とは、「楽園」を「追放」された堕落した存在による「罪」の歴史なのである。そして、大量消費主義という思想を基盤として惑星規模で自然資源を搾取する体制を確立した現代という時代は、人類の「罪」が最大限に肥大化した時代なのである。こうした状況において、彼らが希求するのは、太古に存在していた「楽園」へと回帰することである。
- 今日、惑星規模で展開する現代文明を構築することをとおして、人類が、進化の最終的な目的地に到達したと信じる合理主義者にとり、今後、質的にさらに高度な認識構造、そして、それを基盤とする世界観が発生するとは信じがたい。実際、「意識の進化」という標語のもと、新しい世界観（"New Paradigm"）として提唱されるものは、おうおうにして、これまでの歴史のなかで獲得された成果を蔑ろにした退行的（regressive）なものである。彼らにとり、人類の進化とは基本的に完了しているのであり、今後、必要とされるのは、こうして確立された成果を展開していくことなのである。

これらの「立場」は、独自の価値構造を基盤とするものであるが、それぞれは、あらゆる価値構造がそうであるように、何らかの重要な真実をとらえるものであるとともに、また、必ず何らかの盲点を内包している。現代において必要とされているのは、これらの「立場」の内包する真実と盲点を認識したうえで、人類進化の妥当性を確立することであるとウィルバーは主張する。人類進化という概念を復権するために必要となる重要法則としてウィルバーは、下記のものをあげる。
- 進化の両義性：進化とは、現在の段階において解決することのできない課題・問題を高次の段階を構築することをとおして解決する過程である。しかし、そうした高次の発達段階を構築することをとおして、過去の段階には存在しなかった問題・課題を創造することになる。その意味で、進化とは、常に、新しい可能性と新しい危険性をもたらす過程であるということができる。また、進化の過程で、超越と継承（transcend and include）という法則のもと、共同体の構造が複雑化するなかで、共同体は、その複雑性ゆえに、必然的に比較的に単純な構造においては存在しえない問題・課題を包含することになる。人類の進化について検討するうえで、高次の構造を構築するということが不可避的に内包することになる両義性に注目することが非常に重要になる。

- 差異化と乖離の識別：進化の過程に働く重要な法則のひとつとして、「差異化」（differentiation）がある。これは、当初はひとつのものとして混乱・混同していたものに秩序をあたえて、そこに内包されていた要素を明確化して、新しい関係性のなかに位置づけることを意味する。例えば、個人の意識の深化において、理性的な構造としての自我を確立して、自己の身体を対象化することは、肉体的衝動の絶対的な支配からの自己の自由を確保するために、必須の課題となる。しかし、そうした差異化が過剰なものとなるとき、身体は個人の自己（identity）の構成要素として抱擁されず、結果として、乖離（dissociation）することになる。今日、個人の領域において蔓延している身体性の乖離は、共同体の領域においては、自然（nature）との乖離をもたらす。こうした病理は、今日、惑星規模の深刻な自然破壊として結実している。進化の過程において、差異化は非常に重要な法則であるが、これは、また、常に乖離の危険性を宿していることを認識する必要がある。

- 超越と抑圧の識別：進化の過程において、高次の構造は、常に、低次の構造を対象化して、自己の構成要素（基盤）として抱擁する。これにより、高次の構造は、自己の構成要素として抱擁された対象に対して支配力を行使して、操作することができるようになるのである（"downward causation"）。しかし、こうした低次階層への操作能力は、時として、歪なかたちで行使され、結果として、諸々の病理を生みだすことになる（例：抑圧・否認・歪曲）。進化の過程において、高次構造の構築は、人間に、低次構造の絶対性を解消することをとおして、より包括的な視野から行動することを可能にする非常に重要な活動である。しかし、そこには、また、諸々の病理を生みだす可能性が内包されていることをわれわれは留意しなければならない。

- 自然なヒエラルキーと病的なヒエラルキーの識別：進化の過程において、ある発達段階において全体であるものが、次の発達段階においてより包括的な全体の構成要素として抱擁されることになる。そして、より高度の統合能力をもつ構造に抱擁（embrace）されることにより、それそのものとしては所有していない意味（価値）を賦与されるのである。 こうした高次と低次の関係性（ヒエラルキー）は、いうまでもなく、このコスモスのあらゆるところに見いだされるものである。その意味で、ヒエラルキーは、自然の組織法則と形容することができるだろう。しかし、また、「抱擁」を基本法則として展開するヒエラルキー構造は、とりわけ人間の活動領域においては、常に、諸々の病理をひきおこす病的なヒエラルキーへと転じる可能性を内包している。従い、人類の進化について検討をする際、ヒエラルキーという法則が、実際に自然なものとして発現しているのか、もしくは、病的なものとして発現しているのかについて注意をする必要がある。

- 高次の段階が低次の衝動に掌握されてしまう可能性があること：高次の構造により創出された装置・技術・機能は、常に、低次の衝動・欲求により利用される危険性を秘めている。とりわけ、今日のように、大量破壊兵器等、最先端の科学技術を利用して開発された装置が大量生産・大量販売されている状況においては、そうした装置を開発するための必要能力をもちあわせていない人々も容易にそれらを購入・使用することができることになる。結果として、合理性の創造物である装置が、神話的合理性段階の部族主義的な衝動にもとづいて利用されることになるのである。上記のように、進化とは、常に、可能性と危険性の両方を増幅する過程である。人類の進化について検討をする際、共同体のなかに並存する複数の発達段階の行動論理がどのような相互作用をしながら、可能性と危険性を発露させているかを慎重に考察をする必要があるのである。

「前・後の混同」（"Pre/Post Fallacy"）の項目においても述べたように、目前に展開する世界があまりにも過酷な苦悩に特徴づけられるとき、われわれは、しばしば、そうした世界をもたらした歴史の過程を進化の過程ではなく退化の過程であると思いこむようである。そうした意識状態においては、それらの苦悩が高度の意識構造を構築することにより獲得されたものであることは無視され、ただ、その瞬間に経験される苦悩の重圧のみが注目される。そして、その感覚を正当化するために歴史観が構築されるのである。こうした「錯覚」を回避するために、上記の法則は非常に重要な意味をもつといえるだろう。

### インテグラル・ヴィジョン（ウィルバーⅣ）
1995年に出版された『進化の構造』（Sex, Ecology, Spirituality）において、ウィルバーは、自己の思想活動をその端緒より特徴づけていた「個人」と「集合」の領域を相互に有機的に関連するものとしてひとつの包括的な理論構想のなかに統合することに成功する。そして、この理論構想は、『進化の構造』の発表後、継続的な修正をくわえられながら、今日の"AQAL"（"All Quadrants, All Levels"を省略したもの）と形容されるものへと展開している。このあたりの理論展開の詳細については『進化の構造』とKosmic Karma and Creativityを参照していただくとして、ここでは、これらの理論構想をその基盤において支えている発想（態度）について紹介する。
与那城務（2006）の論文においても指摘されているように、インテグラル思想は、「インテグラル」（統合）という大義のもと、多様な理論体系をその構成要素として包摂することを意図するものではない。むしろ、インテグラル思想とは、人間の意識というものが、ある視点（perspective）を抱擁することをとおして、必然的に盲点を抱えこむものであることの認識のもと、人間の認識行為の構造的な限定条件を建設的に活用することを意図するものである。つまり、それは、世界を認識する際、視点というものを利用せざるをえない人間の認識能力の特性を内省することをとおして、認識という経験が生成する背景としての意識という空間に立ちかえることを援助しようとするものなのである。こうした観想者の視野に継続的に立ちかえることをとおして、人間は、はじめて、自らの得意とする視点に執着することなく、様々な視点を柔軟に活用することができるようになるのである。
『意識のスペクトラム』は、こうした態度を基盤として、垂直的に存在する認識（存在）の階層をまとめたものである。そして、『進化の構造』以降の著作のなかで提唱されるAQALは、この意識（存在）の階層を、水平的に存在する認識（存在）の領域へと展開したものである。
水平的に存在する認識（存在）の領域として、ウィルバーは、"I"・"WE "・"IT"・"ITS"の4つをあげている。これらは、人間が生得的に所有する視点として普遍的に共有されているものであり、また、この世界のあらゆる事象を包括的に認識するうえで必要とされるものであるという。
- - "I"（Individual Interior）：個の内面の領域。この視点は、個の主観的（subjective）な存在としての真実性を尊重するもので、そこでは、個は、自己の内的な意図にもとづいて行動する自律的な存在としてとらえられる。この領域の価値基準は、個人が、自己の内的な感覚をいかに正確に解釈・表現するかに注目する主観的な「誠実」（sincerity）というものである。

- - "WE "（Collective Interior）：集合の内面の領域。この視点は、自律的な内面を所有する個人の相互理解と相互尊重を重視するもので、そこでは、集合（共同体）は、規範・倫理・価値等の文化を共有する個人による共感により維持されるものとしてとらえられる。この領域の価値基準は、集合（共同体）の構成員が、相互理解・相互尊重をとおして、いかにまとまりのある文化空間を構築するかに注目する「正義」（justness）である。

- - "IT"（Individual Exterior）：個の外面の領域。この視点は、客観的に観察をすることのできる事象を重視するもので、そこでは、主観的な要素の影響することない、普遍的な事実が追求される。この領域の価値基準は、いかにあらゆる主観的な「歪曲」に影響されない「客観的」・「普遍的」な真実を抽出するかに注目する「真実」（truth）である。

- - "ITS"（Collective Exterior）：集合（共同体）の外面の領域。この視点は、集合の組織体としての整合性を尊重するもので、そこでは、個は、あくまでも、集合の構成要素としてとらえられる。この領域の価値基準は、ある存在（個人・組織）が、それをとりまく外的な生存状況にいかに適合するかに注目する「機能的な適合」（functional fit）というものである。

上記の視野は、独自の価値基準にもとづいて事象を把握・検証する。つまり、それらは、独自の方法で事象を照明し、また、独自の方法で事象を隠蔽するのである。重要なことは、それぞれの視野の自律性を尊重したうえで、それらを相互の有機的な関係性のなかに位置づけることである。世界のあらゆる事象は、少なくともこれら4つの視野から認識することのできるものである。インテグラル・アプローチは、これらの視野が内在する光と陰を認識したうえで、それらを包括的に活用することの重要性を認識する。
ウィルバーの指摘するように、これらの視野の相補的な重要性を尊重することなく、どれかを絶対化すること（"Quadrant Absolutism"）は、深刻な悲劇をもたらすことになる。例えば、今日、現代社会は、内面性の価値を溶解しようとする文化的な潮流に席巻されている。これは、ウィルバーが「フラットランド」（"Flatland"）と呼ぶもので、近代科学の物質主義と現代思想の価値相対主義の融合により生みだされた、あらゆる価値基準の外面化・浅薄化の流れと形容することのできるものである。そこでは、人間を人間たらしめる内面性というものが妥当性をもつ価値領域として否定され、その代わりに、視覚や触覚等、肉体感覚により計測することのできる情報が信頼できる基盤として排他的に抱擁るれたのである。こうした状況において、人間の内面性を探求することをとおして人格の成熟を醸成することを意図する芸術等の営為の存在価値は、必然的に軽視されるようになる。こうした外面化・浅薄化の蔓延した社会においては、人間とは、あくまでも自己の肉体的衝動に忠実に行動する物質的存在にすぎず、その「治癒」は、肉体的衝動の充足をとおして可能となるものであるとされるのである。
しかし、発達心理学の調査が示唆するように、人間の成長（治癒）とは、内省力の深化をとおして、肉体的衝動を高度のレベルに昇華して、成熟した社会性のもとに表現する、自己中心性を克服する過程である。そこでは、成長（治癒）とは、自己を対象化して、複数の視点を考慮したうえで、表現することのできる意識構造を構築することをとおして達成されるものとして認識されるのである。そうした人間存在の垂直的な可能性を尊重する人間観は、今日の外面領域の絶対化を基盤とした人間観と真向から衝突するものである。結果として、こうした内面領域の否定は、とりわけ先進諸国において、意識の広範な地盤沈下をもたらしている。

#### 理論と実践
インテグラル思想においては、普遍性と時代性・自律性と関係性・創造と継承等、一般的に対照的なものとして見なされている対極的事項の統合が積極的に志向される。われわれが瞬間・瞬間に経験する呼吸の動きに象徴されるように、人間の存在は無数の対極的な事項により特徴づけられているが、インテグラル思想は、それらをダイナミックに往復することの価値を認識・強調することをとおして、人間の可能性のより完全な実現を可能としようとするのである。
無数の対極性のなかでも、インテグラル思想において、とりわけ重要な意味をもつのが「理論と実践」である。これらの相補的な対極性を巧みに管理することは、非常に重要な課題として認識される。
上述のように、インテグラル思想において、最も重要視されるのが、構築物としての理論をのりこえていこうとする姿勢である。ウィルバーは、しばしば、その著作の末尾において、自らが構築した思想を自らの手により「否定」することをとおして、読者を常に既に存在する観想者としての自己にひきもどす。窮極的に必要とされるのは、概念的な構築物としての思想を記憶することではなく、人間の存在を特徴づける無（Nothingness）と神秘（Mystery）と空（Emptiness）を自覚することなのである。そして、それは、必然的に、われわれに生きることを要求する。
こうした洞察にもとづいて、今日、インテグラル・コミュニティーは、研究と実践の相補的な重要性を強調するAction Inquiry（行動探求）のコミュニティーとして、その活動を展開しはじめている。活動の主眼は、個人の領域の変容（治癒）のみならず、また、集合の領域の変容（治癒）を包含する、包括的なものである。
今日、人類をとりまく生存状況が惑星規模で急激に劣化するなかで、人類の生存の可能性そのものが深刻な危機にさらされている。こうした状況のなか、現代文明を真の意味で持続可能なものとして構築しなおすための積極的な活動を展開することの必要性は、ますます切迫した課題として認識されている。しかし、実際には、そうした認識が、成熟した責任能力にもとづいて、意図的・継続的な変革の実践として世界的規模で実現されるまでには、まだまだ至っていない。むしろ、今日、世界的に頻発しているのは、生存状況の劣化を契機として発生する諸々の共同体間の衝突である。Steven LeBlanc (2003) の指摘するように、人間は、自らの生活する共同体の人口収容能力が自然資源の枯渇や自然環境の劣化により低下するとき、周辺領域を侵略することをとおして、自己の生存を図ろうとする生物である。今日、人類の繁栄と生存を可能としている重要資源である化石燃料が枯渇局面を迎えようとするなか（Heinberg, 2003）、自己の生存を確保するために、（国家・民族等）諸々の共同体間の衝突が頻発しはじめていることは、むしろ、当然のことといえるだろう。
この惑星は閉鎖システムであり、そこに存在する資源は有限である。継続的な人口増加に基づいた自然資源の大量消費は、いずれは、人類種の生存を可能とする重要資源の枯渇を招くことになる。そして、生存条件という外的状況の悪化は、個人・共同体の内的領域における退行をひきおこし、人間の生得的な自己中心性を増幅することになる。そうした状況が発生するとき、今日、先進諸国において物質的豊かさの基盤のうえに成立している内面性探求は、全く意味をもたないものに成り果ててしてしまう。
今日の繁栄を可能としている諸々の前提条件を溶解するであろう危機の時代において必要とされるのは、われわれに自らをとりまく生存状況を包括的に認識することを可能にする視野である。そうした認識の存在しないところで創出される対応策は――たとえ、それがどれほどの誠実さに支えられたものであろうとも――非効果的なものとならざるをえないだろう。
インテグラル・アプローチを特徴づけるのは、内面と外面、そして、個と集合という領域を相互に関連するものとしてとらえる包括的な視野である。また、インテグラル・アプローチは、そうした視野を自己の認識構造として確立するために必要となる自己変容の実践に取り組むことを重視する実践思想である。
そうした包括的な視野をとおして自己の置かれている時代状況と対峙するとき、われわれは、はじめて、真の意味の責任能力を所有する存在として人生を生きることができるのである。

## 評価・批評
ウィルバーは、トランスパーソナルな見方を重んじることから、ニューエイジに分類されるが、近年では哲学者であるとも評価されている。Publishers Weekly は彼を「東洋の霊性のヘーゲル」と呼んでいる。
ウィルバーは、「永遠の哲学」の魅力を人々に広めたと言われる。「意識のスペクトル」（1977）に始まる一連の論文と著作において、高度で幅広い知識をもとに広範な応用を伴う概念モデルを作り、現代の学術的トランスパーソナル心理学、トランスパーソナル心理学の初期の理論構築に最も影響を与えた。津城寛文は、ウィルバーのモデルは「自己完結的でなく、他者による発展や修正にも開かれている。いずれにせよ、宗教研究の射程の広さを確保するためにも、ウィルバーの統合的なビジョンは有益である」と宗教研究における有用性を評価している。
東洋の修行を行い、その思想・実践に大きな影響を受けているが、清水大介は「ウィルバーの思想は、 東洋の思想と修練を受容したとはいえ、やはり思想の本質は強靭な骨格をもった西洋人のものかと思われる。後述の（本項では前述の）「前／超の虚偽」に示されるように、合理主義をしっかり踏まえている。北米は、西欧文明圏の一部であるということである。古今東西の思想が根本的に統合されているのだが、それが西欧的な強靭で生々しい思索力と合理的な精神によって遂行されている、といえるかもしれない。」と、彼の思想の根本は西洋人のものであると評している。
ビル・クリントン、アル・ゴア、ディパック・チョープラ、リチャード・ローア、ミュージシャンのビリー・コーガンなど、様々な政治家や文化人がウィルバーの影響に言及している。 トランスパーソナル心理学の主要な論客である一方、その評価は賛否両論である。
前期ウィルバーのトランスパーソナル心理学、中期ウィルバーが追究した「世界哲学あるいは統合的哲学」は、発想の発端や経緯から、近未来的なビジョンまで、わかりやすく、難解で回りくどい表現や不可視の図式が隠されているということもなく、明快で図式化されており、「ウィルバーには深みや奥行きがない」、過度にカテゴライズして客観化している、という批判は少なくない。彼の思想は家父長制的で階層的な考え方によるモデルに見え、また自然神秘主義を低く評価しているように見えることから、一部のフェミニストやトランスパーソナル・エコロジストに、男性主義的なアプローチ等と批判されてきた。また、ウィルバーのアプローチは、スピリチュアリティを商品化し、感情を悪くとらえていると批判されてきた。一神教的な宗教経験を適切に説明することに失敗しているという批判もある。多くの批評家は、ウィルバーの解釈や、彼が幅広い情報を必ずしも正確に引用していないこと、また、繰り返される反復は無意味であり、著作は過剰に長く、文体が誇張されている等と問題を挙げている。クリストファー・バッハはウィルバーの作品のいくつかの側面を賞賛しているが、ウィルバーの文体は「口達者」だと評している。
20代の頃から、日本からの禅の修行とチベット仏教の修行を行っているが、彼のトランスパーソナル的な発達モデルは、ヒンドゥー教のアドヴァイタ・ヴェーダーンタ、禅、チベット仏教といった東洋思想に偏向しすぎているという批判がある。スティーブ・マッキントッシュは、ウィルバーの作品を賞賛しているが、彼は「哲学」を自身のヴェーダーンタや仏教といった「宗教」と区別していないとも指摘している。彼の思想は、ヴェーダーンタや仏教の言うところが「真実」という前提に立って成り立っているため、「科学的実証性に乏しい」という批判は当然ある。菅原浩は、ウィルバーの仮説はそもそも科学的認識方法の限界の自覚から出発し、あえて「永遠の哲学」の真理性を受け入れており、むしろ、「科学的実証性に乏しい」と批判する側こそ科学的認識方法の絶対性を無批判に前提としており、「そもそも何らかの形而上学的な前提ぬきに知のパラダイムが成り立つと考えるほうが幻想」であるとウィルバーへの批判に反論している。
精神科医のスタニスラフ・グロフは、ウィルバーの知識と仕事を最上級のことばで賞賛している。その一方、グロフは、ウィルバーが意識のスペクトルから、出生前および出生前後の領域を省略し、生物としての誕生と死の心理的重要性を無視したことを批判している。グロフはウィルバーの著作について、「しばしば個人的な攻撃といえる強い言葉を含む攻撃的な極論のスタイルであり、個人的な対話を促進しない」と評している。ウィルバーの応答は、グロフが出生前後にあると考えている重要性は、世界の伝統宗教には見られないというというものだった。

## 著作

### 主著
- The Spectrum of Consciousness, 1977, anniv. ed. 1993.『意識のスペクトル1・2』吉福伸逸+菅靖彦訳、春秋社1985年。
- No Boundary: Eastern and Western Approaches to Personal Growth, 1979, reprint ed. 2001. 『無境界』吉福伸逸訳、平河出版社、1986年。
- The Atman Project: A Transpersonal View of Human Development, 1980, 2nd ed. 『アートマン・プロジェクト』吉福伸逸+プラブッダ+菅靖彦訳、春秋社、初訳1986、改訂1997年。
- Up from Eden: A Transpersonal View of Human Evolution, 1981, new ed. 1996.『エデンから』松尾弌之訳、講談社、1986年。
- The Holographic Paradigm and Other Paradoxes: Exploring the Leading Edge of Science (editor), 1982. 『空像としての世界』井上忠他訳、青土社、初訳1983年、改訂1992年。
- A Sociable God: A Brief Introduction to a Transcendental Sociology, 1983, new ed. 2005 subtitled Toward a New Understanding of Religion. 『構造としての神』井上章子訳、青土社、1984年。
- Eye to Eye: The Quest for the New Paradigm, 1984, 3rd rev. ed. 2001. 『眼には眼を』吉福伸逸+プラブッダ+菅靖彦+田中三彦訳、青土社、1987年。
- Quantum Questions: Mystical Writings of the World's Great Physicists (editor), 1984, rev. ed. 2001. 『量子の公案』田中三彦訳、工作舎、邦訳1984年、新装1987年。
- Transformations of Consciousness: Conventional and Contemplative Perspectives on Development (co-authors: Jack Engler, Daniel Brown), 1986.
- Spiritual Choices: The Problem of Recognizing Authentic Paths to Inner Transformation (co-authors: Dick Anthony, Bruce Ecker), 1987.
- Grace and Grit: Spirituality and Healing in the Life of Treya Killam Wilber, 1991, 2nd ed. 2001. 『グレース&グリット1・2』伊東宏太郎訳、春秋社、1999年。
- Sex, Ecology, Spirituality: The Spirit of Evolution, 1st ed. 1995, 2nd rev. ed. 2001. 『進化の構造1・2』松永太郎訳、春秋社、1998年。
- A Brief History of Everything, 1st ed. 1996, 2nd ed. 2001.『万物の歴史』大野純一訳、春秋社、1996年。
- The Eye of Spirit: An Integral Vision for a World Gone Slightly Mad, 1997, 3rd ed. 2001. 『統合的心理学への道』松永太郎訳、春秋社、2004年。
- The Marriage of Sense and Soul: Integrating Science and Religion, 1998, reprint ed. 1999. 『科学と宗教の統合』吉田豊訳、春秋社、2000年。
- One Taste: The Journals of Ken Wilber, 1999, rev. ed. 2000. 『ワン・テイスト 上・下』青木聡訳、コスモスライブラリー、2002年。
- Integral Psychology: Consciousness, Spirit, Psychology, Therapy, 2000.
- A Theory of everything (philosophy)|Theory of Everything: An Integral Vision for Business, Politics, Science and Spirituality, 2000, paperback ed.. 『万物の理論』岡野守也訳、トランスビュー、2002年。
- Boomeritis: A Novel That Will Set You Free, 2002, paperback ed. 2003.
- The Simple Feeling of Being: Visionary, Spiritual, and Poetic Writings, 2004. 『存在することのシンプルな感覚』松永太郎訳、春秋社、2005年。
- Integral-Spirituality,2006. 『インテグラル・スピリチュアリティ』松永太郎訳、春秋社、2008年。
- Integral Life Practice: A 21st-Century Blueprint for Physical Health, Emotional Balance, Mental Clarity, and Spiritual Awakening, 2008. 『実践 インテグラル・ライフ：自己成長の設計図』鈴木 規夫訳、春秋社（2010年）。

### 関連書籍
- 『教育トピックの教育学的考察』村島 義彦、高菅出版、2002年。※巻末に”オデッセイ”の翻訳あり
- 『トランスパーソナル ヴィジョン 特集 ケン・ウィルバー』吉福伸逸監修、雲母書房、1989年。
- 『アメリカ現代思想 [1] 』吉福伸逸監修、阿含宗総本山出版局、1986年。※ウィルバーの論文収録
- 『アメリカ現代思想 [4] 』吉福伸逸監修、阿含宗総本山出版局、1988年。※ウィルバーの論文収録
- What Survives?;Contemporary Explorations of Life After Death ,Gary Doore, 1990,『死を超えて生きるもの――霊魂の永遠性について』ゲーリー・ドーア編 笠原敏雄+上野圭一訳、春秋社。原書1990/日本語訳1993年。※ウィルバーの論文収録
- 『インテグラル理論入門I：ウィルバーの意識論』鈴木 規夫・久保 隆司・甲田 烈・青木 聡（著）、春秋社、2010年。
- 『インテグラル理論入門II：ウィルバーの世界論』鈴木 規夫・久保 隆司・甲田 烈・青木 聡（著）、春秋社、2010年。